# Allococalodes
Genre
Allococalodes est un genre d'araignées aranéomorphes de la famille des Salticidae.

## Distribution
Les espèces de ce genre sont endémiques de Nouvelle-Guinée.

## Liste des espèces
Selon World Spider Catalog (version 18.0, 06/03/2017) :
- Allococalodes alticeps Wanless, 1982
- Allococalodes cornutus Wanless, 1982
- Allococalodes madidus Maddison, 2009

## Publication originale
- Wanless, 1982 : A revision of the spider genus Cocalodes with a description of a new related genus (Araneae: Salticidae). Bulletin of the British Museum (Natural History) Zoology, vol. 42, no 4, p. 263-298 (texte intégral).